# Италски језици
Италски језици су група индоевропских језика која је део кентумске гране. Ова група укључује и романске језике (италијански, шпански, португалски, каталонски, провансалски, француски  и румунски), а такође и многе изумрле језике.

## Класификација
Италска група језика има две познате гране:
- Сабелску, која укључује:
  - Осачки, који се говорио у јужном централном и готово читавом јужном делу Апенинског полуострва
  - Умбријску, која укључује:
    - Умбријски, који се говорио у северном централном и североисточном делу Апенинског полуострва
    - Волшћански
    - Еквијски
    - Марски, језик племена Марса

  - Пиценски, у источној централној Италији
- Латинско-фалишћанску, који укључује:
  - Фалишћански, који се говорио северно од Рима према Етрурији и можда на острву Сардинија
  - Латински, који се говорио око Рима, а касније се проширио на цео западни део Медитерана и остале делове јужне и западне Европе
    - Романске језике, који су проистекли из наречја латинског језика

### Могући италски језици
На северу Италије постојало је племе које је говорило венетским језиком сличним латинском, па се и овај језик некад убраја у италске језике. Међутим, он има неке карактеристике германских језика тако да се данас сматра да је посебан језик у оквиру индоевропских језика. 
Још један језик који можда припада италским језицима је сикулски језик, којим је говорило племе Сикули са Сицилије.

## Најстарији натписи
Први натписи који су нађени из ове групе језика су написани на умбријском и фалишћанском и датирају из VII века п. н. е. Писмо које се тада користило назива се Старо италско писмо и настало је од старогрчког. Сами италски језици показују утицај етрурског и нешто више старогрчког.

## Порекло Италика
Италици нису први становници Италије, већ су ту мигрирали током другог миленијума п. н. е. и били су највероватније у сродству са Келтима који су заузимали велике просторе западне Европе. Пре доласка италских племена Италија је била насељена групама које нису припадале Индоевропљанима, а међу њима су били можда и Етрурци.

## Ширење латинског
Како се Рим ширио целим Апенинским полуострвом, тако је и латински језик постајао доминантнији на том простору и коначно су остали језици Италије изумрли до краја I века наше ере. 